# История почты и почтовых марок Приднестровской Молдавской Республики
История почты и почтовых марок Приднестровской Молдавской Республики подразделяется на периоды, соответствующие почтовым системам государств, в составе которых территория непризнанной Приднестровской Молдавской Республики находилась ранее (Российская империя, СССР — до 1991 года), и Приднестровской Молдавской Республики (с 1991 года).

## Российское правление
История почты на приднестровских землях берёт своё начало с тех времен, когда там действовала почтовая служба Российской империи и для оплаты корреспонденции использовались общероссийские знаки почтовой оплаты (до 1917 года). Известны также знаки оплаты земской почты на территории современного Приднестровья.

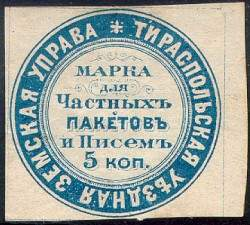
Первая земская марка Тираспольского уезда (1873)

|  |

### Земская почта
В 1865 году в Тираспольском уезде Херсонской губернии была создана земская управа. 1 января 1873 года в уезде открылась земская почта. Корреспонденция из уездного центра города Тирасполя отправлялась по двум маршрутам два раза в неделю в населённые пункты уезда.
Доставка частной корреспонденции оплачивалась земскими марками, которые выпускались в 1873 году (имели круглую форму) и в 1879 году (прямоугольной формы с изображением уездного герба). Марки гасились перечёркиванием чернилами. В 1875 году для использования на служебной (казённой) корреспонденции были выпущены бесплатные служебные облатки, но они не имеют отношения к знакам почтовой оплаты.

## В составе СССР
На протяжении почти всего XX века (1922—1941, 1944—1991) территория Приднестровья была частью Молдавской АССР и Молдавской ССР и обслуживалась почтой Советского Союза. В почтовом обращении в этот период находились знаки почтовой оплаты СССР.
За годы Советской власти было выпущено несколько художественных маркированных конвертов, посвящённых нынешней столице ПМР Тирасполю.
На конвертах запечатлены памятники и архитектура Тирасполя, а также тираспольские предприятия и организации.
| Хронологический перечень художественных почтовых конвертов СССР, посвящённых Тирасполю | Хронологический перечень художественных почтовых конвертов СССР, посвящённых Тирасполю | Хронологический перечень художественных почтовых конвертов СССР, посвящённых Тирасполю | Хронологический перечень художественных почтовых конвертов СССР, посвящённых Тирасполю | Хронологический перечень художественных почтовых конвертов СССР, посвящённых Тирасполю | Хронологический перечень художественных почтовых конвертов СССР, посвящённых Тирасполю |
| Надпись на конверте (чему посвящён)                                                    | Дата                                                                                   | Художник                                                                               | Номер в каталоге А. Лапкина                                                            | Номинал                                                                                |                                                                                        |
| -------------------------------------------------------------------------------------- | -------------------------------------------------------------------------------------- | -------------------------------------------------------------------------------------- | -------------------------------------------------------------------------------------- | -------------------------------------------------------------------------------------- | -------------------------------------------------------------------------------------- |
| Кинотеатр «Спутник»                                                                    | 7 декабря 1972                                                                         | В. Коновалов                                                                           | 72-630                                                                                 | 4 копейки                                                                              |                                                                                        |
| Драматический театр                                                                    | 28 июня 1973                                                                           | Н. Музыкантова                                                                         | 73-358                                                                                 | 6 копеек                                                                               |                                                                                        |
| Драматический театр                                                                    | 19 октября 1976                                                                        | В. Мартынов                                                                            | 76-612                                                                                 | 4 копейки                                                                              |                                                                                        |
| Ордена Октябрьской Революции плодоовощной совхоз-техникум имени М. В. Фрунзе           | 11 января 1978                                                                         | Г. Баев                                                                                | 78-28                                                                                  | 4 копейки                                                                              |                                                                                        |
| Научно-исследовательский институт орошаемого земледелия и овощеводства                 | 23 марта 1979                                                                          | А. Смирнов                                                                             | 79-157                                                                                 | 6 копеек                                                                               |                                                                                        |
| Дом Советов                                                                            | 5 октября 1979                                                                         | Л. Кулиева                                                                             | 79-587                                                                                 | 4 копейки                                                                              |                                                                                        |
| Кинотеатр «Юность»                                                                     | 20 июля 1982                                                                           | И. Филиппов                                                                            | 82-373                                                                                 | 4 копейки                                                                              |                                                                                        |
| Гостиница «Аист»                                                                       | 7 сентября 1982                                                                        | В. Скворцова                                                                           | 82-443                                                                                 | 6 копеек                                                                               |                                                                                        |
| Дворец пионеров и школьников                                                           | 4 декабря 1984                                                                         | В. Бейлин                                                                              | 84-541                                                                                 | 5 копеек                                                                               |                                                                                        |
| Памятник А. В. Суворову                                                                | 19 июня 1985                                                                           | Г. Баев                                                                                | 85-325                                                                                 | 5 копеек                                                                               |                                                                                        |
| Мемориал Славы                                                                         | 23 декабря 1985                                                                        | И. Филиппов                                                                            | 85-612                                                                                 | 5 копеек                                                                               |                                                                                        |
| Русский театр драмы и комедии                                                          | 24 апреля 1986                                                                         | Л. Кулиева                                                                             | 86-205                                                                                 | 5 копеек                                                                               |                                                                                        |

## Современный период: ПМР

### Развитие почты
Осенью 1991 года приднестровские производственные объединения связи перешли в подчинение властям Приднестровской Молдавской Республики. В 1994 году были образованы государственные предприятия «Телеком» и «Почта», а в 2001 году — государственное унитарное предприятие «Почта Приднестровья».
Первоначально для обработки всей корреспонденции в ПМР применялись календарные штемпеля советского образца. С января 1999 года они используются только для гашения внутренней корреспонденции непризнанной республики. Корреспонденция, исходящая за пределы Приднестровья, гасится молдавскими штемпелями.
Почта Приднестровья регулярно проводит спецгашения. Тематика их сводится в основном к важнейшим историческим событиям жизни края. Регулярно проводятся спецгашения, посвящённые Победе в Великой Отечественной войне, юбилеям городов ПМР, празднику славянской письменности и культуры, памяти погибших в Приднестровско-молдавском вооружённом конфликте и т. д. Местами проведения спецгашений были отделения связи Тирасполя, Бендер, Рыбниц и Григориополя, большая их часть приходится на Тирасполь.

### Выпуски почтовых марок

#### Первые марки
18 ноября 1993 года решением президиума Верховного Совета ПМР Госкомитету по связи, информации, телевидению и радиовещанию было поручено издание почтовых марок. 29 декабря проект первой марки ПМР был утверждён председателем Госкомитета Б. Н. Акуловым.
31 декабря 1993 года первая почтовая марка ПМР номиналом в 12 рублей поступила в обращение на всей территории непризнанной республики. Миниатюры были отпечатаны в малых листах по 12 марок и три купона в листе на белой бумаге с голубым фоном без зубцов и без клея, тиражом 360 000 экземпляров (30 000 малых листов):

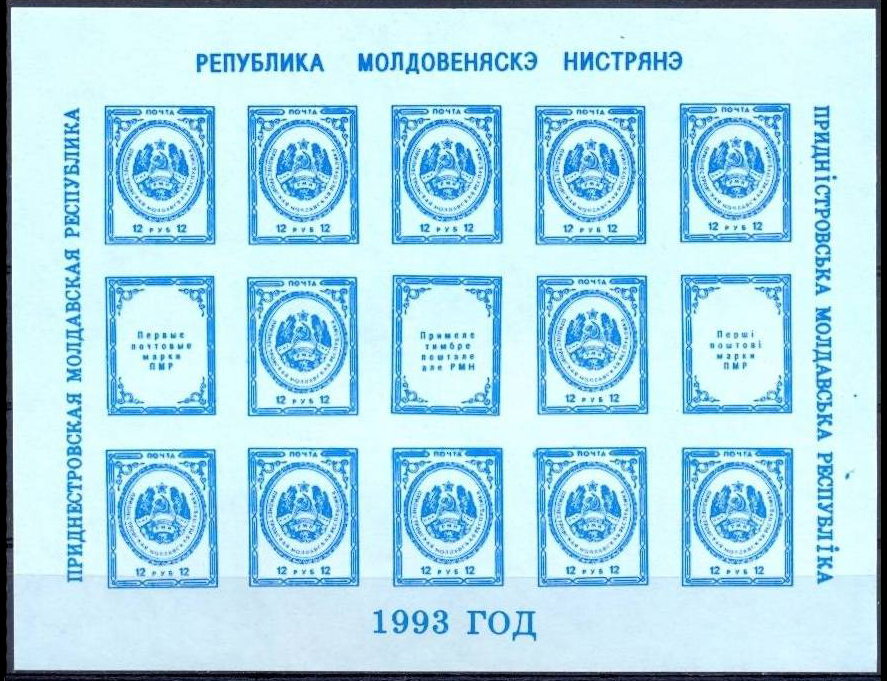
Первые почтовые марки ПМР в малом листе (1993)

Рисунок марки синего цвета, в центре — герб ПМР. Между гербом и виньеткой надпись по нижнему овалу «Приднестровская Молдавская Республика». С левой и правой стороны выше виньетки — декоративный орнамент, ниже виньетки — номинал, выше виньетки — слово «почта». Марка обрамлена прямоугольной декоративной рамкой. Верхний и нижний ряд в листе имеет по пять марок. В среднем ряду на 1-м, 3-м и 5-м местах находятся купоны с текстом в четыре строки на русском, молдавский язык и украинском языках: «Первые почтовые марки ПМР». На полях листа вверху — на молдавском, слева — на русском, справа — на украинском языках текст: «Приднестровская Молдавская Республика», на нижнем поле посередине — «1993 год». Автором проекта был художник Григорий Бронза. В первый день выпуска марок в обращение в отделении связи «Тирасполь-18» проводилось специальное гашение.

#### Последующие эмиссии
В феврале 1994 года стандартная серия с гербом республики была продолжена марками с номиналами в 20, 30, 60, 100 и 200 рублей. Как и первая миниатюра, они были отпечатаны на простой бумаге без зубцов и клея в малых листах из 12 марок и трёх купонов по 30 тысяч листов каждого номинала.
С 21 февраля 1994 года на территории ПМР был введён запрет на хождение марок Молдавии, которые используются только для франкирования международной корреспонденции, так как марки ПМР не признаны Всемирным почтовым союзом.
В апреле 1994 года к 50-летию освобождения Приднестровья от фашистских захватчиков вышел первый почтовый блок ПМР. В основу его рисунка положена репродукция картины местного художника В. Шихова «Воспоминание». Одновременно это был первый коммеморативный выпуск ПМР:

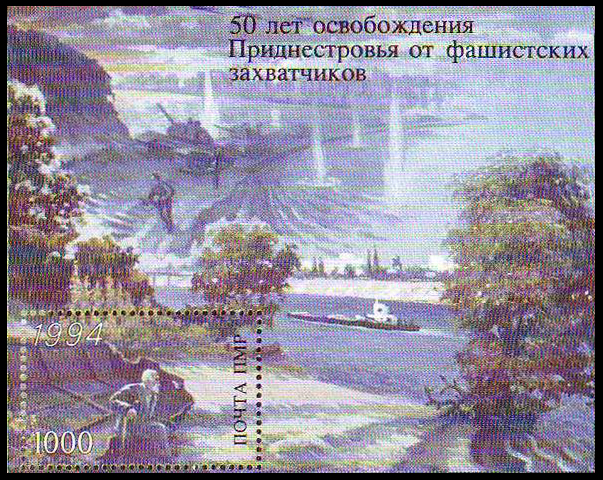
Первый почтовый блок ПМР, посвящённый 50-летию освобождения Приднестровья от немецко-фашистской оккупации (1994)

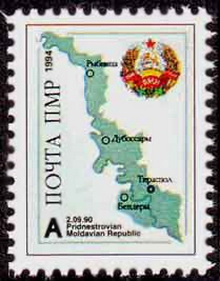
Первая безноминальная марка ПМР (1995)

Осенью 1994 года были подготовлены эскизы трёх безноминальных марок с индексами «А» (60 рублей — тариф простого закрытого письма по территории ПМР), «Б» (180 рублей — тариф заказного письма по территории ПМР), «В» (240 рублей — стоимость отправки минимального веса простой бандероли по территории ПМР). На всех миниатюрах изображена карта ПМР, а также герб («А»), флаг («Б») и часть карты Европы («В»). Они поступили в обращение 1 марта 1995 года.

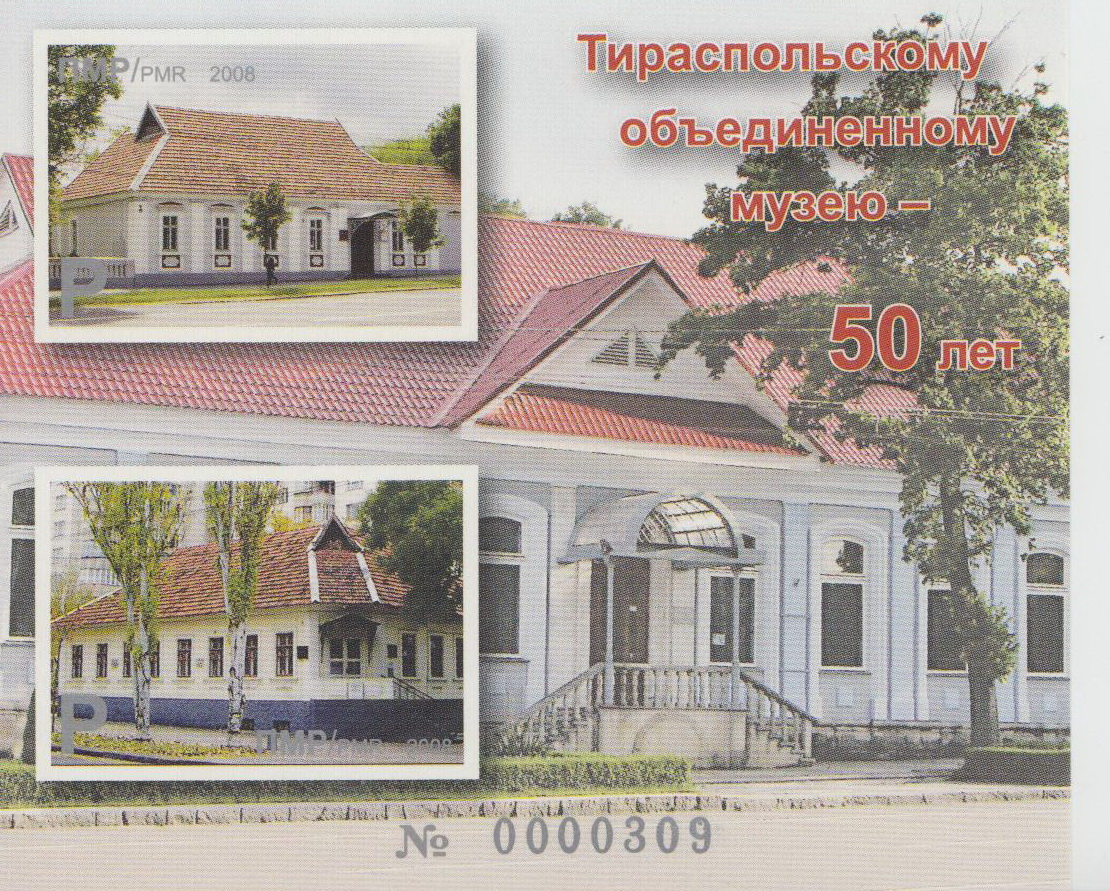
Безноминальный почтовый блок, выпущенный к 50-летию Тираспольского объединённого музея (2008)

В октябре 2009 года к 15-летию подписания Договора о дружбе и сотрудничестве между Приднестровской Молдавской Республикой и Республикой Южная Осетия (РЮО) были выпущены совместные приднестровско-югоосетинские почтовые марки. Они были отпечатаны в типографии «Полиграфист» города Бендеры в количестве 1000 штук для обеих республик. На миниатюрах на фоне цветов государственных флагов ПМР и РЮО изображён голубь мира с оливковой ветвью. Внизу помещена надпись: «ПМР/PMR 2009 А» или «РХИ/RSO 2009 10 р.».
Марки для ПМР печатались за границей, в частности, во Французской национальной типографии. В 2002 году было создано Государственное унитарное предприятие «Марка Приднестровья», отвечающее за выпуск знаков почтовой оплаты ПМР. Тираж приднестровских почтовых миниатюр в среднем редко превышает 50 000 экземпляров.
2 февраля 2013 года прошло спецгашение почтового блока и конверта первого дня, в котором приняли участие посол Швеции в Молдове, посол Турции в Молдове, посол Германии в Молдове. На почтовом блоке, посвящённом 300-летию пребывания шведского короля в Бендерах, центральное место занимает датированная 1789 годом картина русского художника М. М. Иванова «Вид крепости в Бендерах». Кроме марок с портретами короля Карла XII и турецкого султана Ахмеда III, в блок включены ещё две почтовые миниатюры, иллюстрирующие эпизоды так называемого «бендерского калабалыка»:

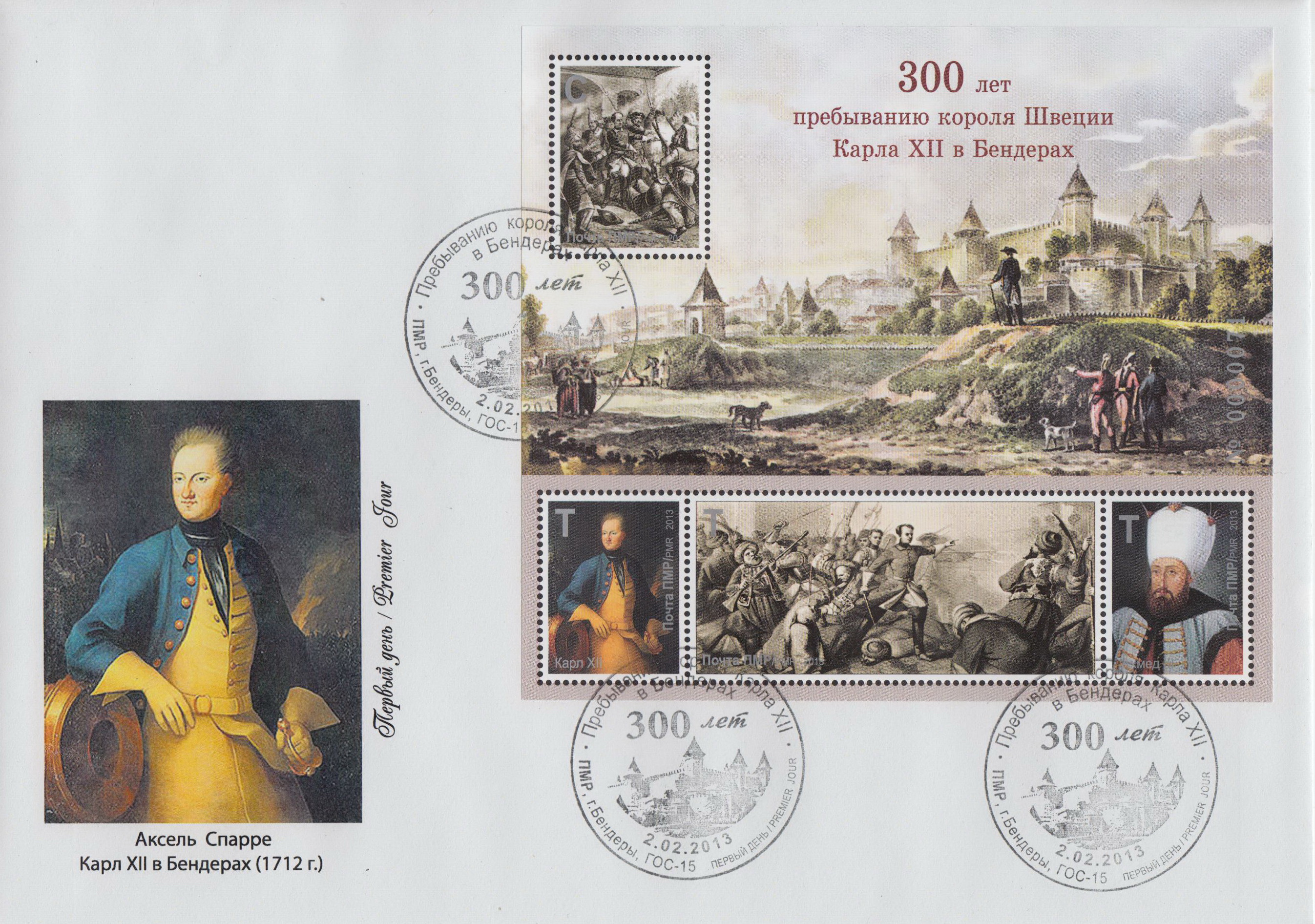
Конверт первого дня, подготовленный к изданию почтового блока в честь 300-летия пребывания шведского короля в Бендерах (2013)

23 декабря 2013 года состоялось специальное гашение серии почтовых марок Приднестровья, посвященная 400-летию Дома Романовых, которая состояла из 22 марок в 6 листах (один большой и 5 малых). В пяти малых листах с купонами приведены биографические данные. Тираж составил 700 экземпляров каждого малого листа. Стоимость серии из 22 марок составила 98 рублей ПМР, а всех листов — 196 рублей ПМР. На почтовых марках изображены все цари династии Романовых, включая глав, находящихся в эмиграции. На церемонии специального гашения присутствовал Советник Канцелярии Российского Императорского дома Великой княгини Марии Владимировны Кирилл Кириллович Немирович-Данченко.

#### Признание марок ПМР
Каталог «Михель» помещал на своих страницах информацию о некоторых выпусках Приднестровья. Однако, эта практика была прекращена после протеста представителей Молдавии.

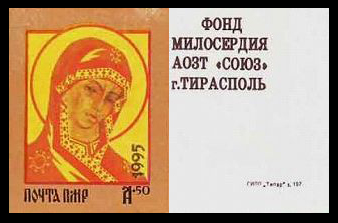
Первая почтово-благотворительная марка ПМР (1996)

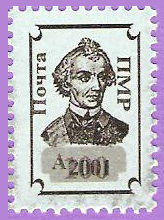
Контрольная марка с надпечаткой (2002)

### Другие виды почтовых марок

#### Почтово-благотворительные
В феврале 1996 года приказом Республиканского управления связи в обращение ввели почтово-благотворительные марки ПМР, посвящённые дню празднования иконы «Пресвятая Богородица Огневидныя». Марки предназначались для оплаты пересылки простых писем в пределах территории ПМР, дополнительный сбор шёл на благотворительные цели. На обороте каждой марки чёрной краской ставилась надпись в четыре строки: «Фонд милосердия АОЗТ „Союз“ г. Тирасполь». Марки также выпускались в малых листах по восемь штук (4 × 2) без надписи на обороте. Автором миниатюр был художник М. Руденко. Печатались они на тираспольской типо-офсетной фабрике «Типар».

#### Контрольные
После провозглашения независимости, в ПМР в качестве платёжных средств использовались банковские билеты СССР и Российской Федерации образца 1961—1992 годов номиналами от 10 до 10000 рублей. Для того чтобы отделить денежные знаки ПМР от остальной обесценившейся денежной массы, Приднестровский республиканский банк принял решение о специальной маркировке купюр. На банкноты наклеивались контрольные марки с номиналом и портретом А. В. Суворова. Каждому денежному номиналу соответствовал определённый цвет марки. Контрольные марки были отпечатаны способом глубокой печати, на простой офсетной или мелованной бумаге с зубцами. Временные деньги были в обращении до августа 1994 года.
В июне 2002 года приднестровская почта на запасах контрольных марок сделала надпечатку текста «Почта ПМР», номинала «А» и года «2001». Одна марка в каждом листе имела разновидность: вместо «2001» был указан «2000» год. Старый денежный номинал был забит серебряной плашкой. Надпечатки производились с трёх различных печатных форм офсетной печатью в государственной типографии Тирасполя. Оформлением надпечатки занимался директор ГУП «Марка Приднестровья» Е. Котенко. С 2003 по 2007 год были выпущены миниатюры с надпечатками ещё семи номиналов. Они составили четвёртый стандартный выпуск марок ПМР.

## Выпуск Тирасполя
В июне 1992 года по заказу Тираспольского узла связи на стандартные марки СССР были нанесены типографские надпечатки в три строки: «Тирасполь / 30-VI-92» и новые номиналы «20 коп.» и «28 коп.». Надпечатки были чёрного (марка СССР (ЦФА [АО «Марка»] № 4735)) и красного (в оттенках от ярко-красного до бледно-красного) цветов (марка СССР (ЦФА [АО «Марка»] № 6145)). На нижнем поле листа были расположены надписи на русском и украинском языках «Почта Приднестровья», между ними указан тираж: «150 тыс.». Оба номинала надпечатывались в одном листе, при этом на верхних рядах надпечатки горизонтальные; на нижних пяти рядах надпечатки снизу вверх (вертикальные):

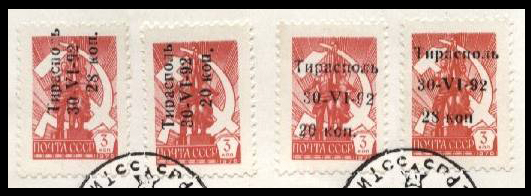
Провизорные марки Тирасполя (1992)

Надпечатки производились на Украине. Марки поступили в обращение 3 июля и применялись до 21 июля 1992 года. Оставшийся тираж после получения приказа заместителя министра связи Молдавии о запрещении их почтового обращения был передан в Кишинёв для последующего уничтожения.

## Оккупационные выпуски
30 августа 1941 года на территории СССР, оккупированной румынскими войсками, расположенной между Южным Бугом и Днестром и включающей части Винницкой, Одесской, Николаевской областей Украины и левобережную часть Молдавской ССР было образовано генерал-губернаторство Транснистрия.
В декабре того же года почта Румынии по согласованию с немецкой военной администрацией выпустила для Транснистрии серию из трёх почтовых марок оригинального рисунка, с надписью рум. «Transnistria». На миниатюрах был изображён молдавский господарь Георгий Дука. В 1943 году серия была переиздана, с добавлением марки номиналом в 3 лея. В декабре 1942 года к первой годовщине присоединения Транснистрии к Румынии была издана серия из трёх почтово-благотворительных марок с портретом молдавского летописца и политического деятеля Мирона Костина. Эти марки имели хождение только на территории генерал-губернаторства до 1944 года, когда Приднестровье было освобождено.
|                                                             |                                                                                         |                                                                                         |
| Почтовые марки Румынии для Транснистрии, 1941 (Mi #703—705) | Почтовая марка Румынии для Транснистрии на вырезке с гашением Тирасполя, 1941 (Mi #703) | Почтово-благотворительная марка Румынии для Транснистрии. Мирон Костин, 1942 (Mi #7523) |

## Фантастические выпуски
Все надпечатки на марках СССР и Молдавии, изготовленные неизвестными лицами от имени ПМР, а также марки с надпечаткой «ПМССР» являются спекулятивно-фантастическими выпусками:

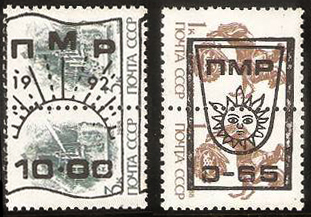
Фантастические надпечатки на марках СССР, сделанные от имени ПМР (1992)

## Развитие филателии
В 1993 году в Тирасполе был создан Приднестровский союз коллекционеров.